# Mike Lawler

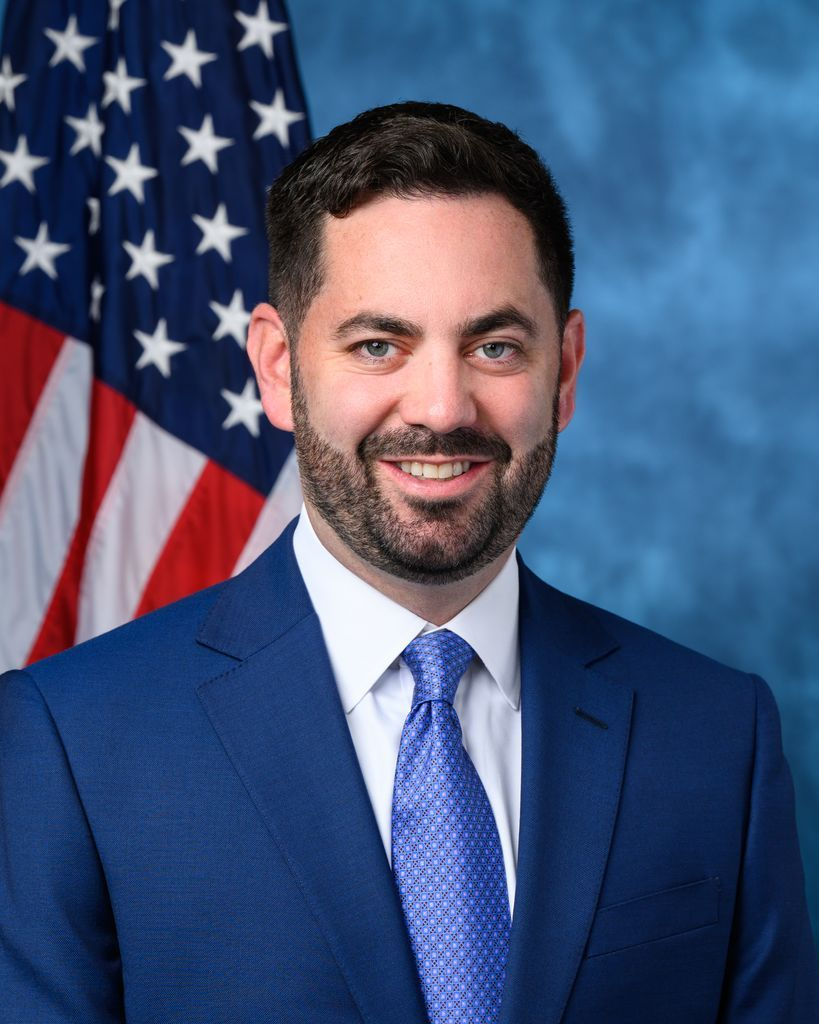
Mike Lawler (2023)

Michael Vincent „Mike“ Lawler (* 9. September 1986 in Suffern, New York) ist ein US-amerikanischer Politiker der Republikanischen Partei. Von 2021 bis 2023 war er Mitglied der New York State Assembly. Seit dem 3. Januar 2023 vertritt er den 17. Kongresswahlbezirk des Bundesstaats New York im US-Repräsentantenhaus.

## Ausbildung und Leben
Lawler stammt aus dem Rockland County und erwarb 2009 einen Bachelor-Abschluss in Betriebswirtschaftslehre und Rechnungswesen vom Manhattan College. Er arbeitete zunächst in verschiedenen Funktionen für die Republikanische Partei im Bundesstaat New York, zuletzt als Executive Director. 2014 leitete er die Kampagne des republikanischen Kandidaten Rob Astorino bei der New Yorker Gouverneurswahl. Astorino schnitt zwar besser ab als erwartet, unterlag jedoch Amtsinhaber Andrew Cuomo deutlich. Im Anschluss fungierte Lawler als Mitarbeiter und Berater Astorinos in dessen Funktion als Leiter der County-Verwaltung in Westchester. Vor seiner Wahl ins New Yorker Staatsparlament war er stellvertretender Bürgermeister (deputy town supervisor) in Orangetown. Zudem ist er Partner einer Kommunikationsagentur.
Lawler ist verheiratet. Er hat mit seiner Frau eine Tochter (* 2022) und lebt mit seiner Familie in Pearl River, New York.

## Politische Karriere
Lawler gehörte zur New Yorker Delegation bei der Republican National Convention 2016, auf der Donald Trump offiziell zum republikanischen Kandidaten bei der Präsidentschaftswahl 2016 gewählt wurde.

### New York State Assembly
2020 konnte Lawler einen Sitz im New Yorker Staatsparlament erringen, als er im 97. Wahlbezirk in die New York State Assembly gewählt wurde.

### US-Repräsentantenhaus

#### Wahl
Bei den Kongresswahlen 2022 bewarb sich Lawler um einen Sitz im US-Repräsentantenhaus im 17. Kongresswahlbezirk von New York. Dieser umfasst das untere Hudson Valley und gilt aufgrund seiner demographischen Zusammensetzung als kompetitiv. Bei den parteiinternen Vorwahlen der Republikaner konnte sich Lawler mit über 74 Prozent und deutlichem Vorsprung durchsetzen. Sein demokratischer Kontrahent in der Hauptwahl im November war Amtsinhaber Sean Patrick Maloney, zugleich Vorsitzender des Wahlkampfausschusses der demokratischen Fraktion im Repräsentantenhaus. Lawler konnte Maloney mit 50,6 zu 49,4 % knapp besiegen. Er war damit der erste Republikaner seit 1981, der den 17. Wahlbezirk gewinnen konnte. Allerdings ist dabei zu beachten, dass der Wahlkreis nach der Volkszählung 2020 neu zugeschnitten worden war. Dennoch galten Maloney und die Demokraten als leicht favorisiert. Lawlers Erfolg trug somit dazu bei, dass die Republikaner die Mehrheit im Repräsentantenhaus übernehmen konnten. Bei den Wahlen 2024 war er daher ein Top-Ziel der Demokraten, um die Mehrheit im Repräsentantenhaus wiederzuerlangen. Da die Republikaner den Sitz unbedingt halten wollen, um auch im 119. Kongress eine knappe Mehrheit zu halten, wurde es ein teuerer Wahlkampf mit etwa 20 Millionen Dollar an Wahlkampfausgaben. In der Vorwahl hatte er keine Herausforderer in der Republikanischen Partei. Lawler konnte in der Hauptwahl im November 2024 sein Mandat gegen seinen demokratischen Vorgänger auf diesem Sitz, Mondaire Jones, mit 52,2 % verteidigen. Lawlers derzeitige Legislaturperiode in dem Repräsentantenhaus des 119. Kongresses dauert noch bis zum 3. Januar 2027.

#### Ausschüsse
Im 119. Kongress sitzt Lawler in folgenden Ausschüssen und Unterausschüssen:
- United States House Committee on Financial Services (Ausschuss für Finanzdienstleistungen)
  - Kapitalmärkte
  - Wohnen und Versicherung
- United States House Committee on Foreign Affairs (Auswärtiger Ausschuss)
  - Europa
  - Mittlerer Osten, Nordafrika und Zentralasien